# Nyssodrysina venusta
Nyssodrysina venusta är en skalbaggsart som först beskrevs av Bates 1863.  Nyssodrysina venusta ingår i släktet Nyssodrysina och familjen långhorningar.
Artens utbredningsområde är Nicaragua. Inga underarter finns listade i Catalogue of Life.